# Jerzy Hryniewski
Jerzy Hryniewski, właśc. Mikołaj Dolanowski (ur. 29 grudnia 1895 w majątku Olszanka, zm. 15 marca 1978 w Londynie) – polski polityk, premier rządu RP na uchodźstwie.

## Życiorys

### II Rzeczpospolita i II wojna światowa
Urodził się w rodzinie ziemiańskiej jako syn Romana Dolanowskiego i Michaliny z Obertyńskich. Ukończył gimnazjum w Odessie, następnie w 1919 studia na wydziale prawa uniwersytetu w Odessie. Od listopada 1918 do lutego 1920 był członkiem Polskiej Organizacji Wojskowej, ps. Śleszyński, był m.in. zastępcą komendanta Komendy Naczelnej nr 3 POW w Kijowie, kierownikiem Wydziału Wojskowego POW tamże, komendantem Obwodu Czarnomorskiego POW w Odessie, zajmował się działalnością wywiadowczą. Walczył w wojnie polsko-bolszewickiej, został ranny 11 września 1920 w akcji dywersyjnej pod Terespolem, następnie był oficerem łącznikowym przy armii rumuńskiej i kierownikiem ekspozytury Oddziału II Sztabu Naczelnego Dowództwa w Kiszyniowie. 1 lutego 1921 przeniesiony do rezerwy, awansowany do stopnia podporucznika piechoty 1 czerwca 1923.
Od 1921 pracował w firmie „Orient” w Warszawie jako radca prawny, później dyrektor zarządu firmy. W 1924 został pracownikiem Ministerstwa Komunikacji, od 1926 szefem sekretariatu ministra. W latach 1928–1932 zajmował stanowisko sekretarza generalnego Bezpartyjnego Bloku Współpracy z Rządem. W 1930 został wybrany posłem na Sejm III kadencji. W klubie parlamentarnym BBWR był kierownikiem działu organizacyjnego. Zasiadał w komisjach komunikacji i morskiej. W 1932 roku poślubił Konstancję z d. Glinka (zm. 1971), z którą miał jedną córkę Ewę Jastrzębską (żonę Leonarda – oficera AK, w latach 1992–1995 prezesa Zarządu Studium Polski Podziemnej w Londynie). 2 listopada 1932 został mianowany podsekretarzem stanu w Ministerstwie Spraw Wewnętrznych. Odszedł z tej funkcji latem 1934, krytyczny wobec utworzenia obozu w Berezie Kartuskiej. Od 1934 był prezesem Funduszu Pracy, od 1937 dyrektorem Komunalnej Kasy Oszczędności m.st. Warszawy. Tę ostatnią funkcję pełnił także po wybuchu II wojny światowej, aż do 1941. Był prezesem Związku Związków Komunalnych Kas Oszczędności w 1939.
W czasie II wojny światowej był zaangażowany w konspirację, m.in. w latach 1939–1940 pełnił funkcję zastępcy komendanta Okręgu Warszawa-Miasto SZP Henryka Józewskiego, w latach 1942–1944 kierował Komisją Rewizyjną Komendy Głównej AK, używał pseudonimu „Lod”. Od 1941 uczestniczył w konspiracji „piłsudczykowskiej”, m.in. był jednym z założycieli i członkiem komitetu redakcyjnego pisma „Myśl państwowa” (1941), od 1942 przewodniczącym Wydziału Wojskowego Konwentu Organizacji Niepodległościowych, 5 sierpnia 1944 został przewodniczącym Zarządu Głównego KON. Uczestniczył w powstaniu warszawskim, miasto opuścił z ludnością cywilną. Przebywał następnie w miejscowościach podwarszawskich (Milanówek, Podkowa Leśna), gdzie rozwinął działalność na rzecz połączenia KON i Obozu Polski Walczącej w jedną organizację, co nastąpiło w drugiej połowie grudnia 1944. Wówczas to na zjeździe zjednoczeniowym KON i OPW w domu Romana Tomczaka w Podkowie Leśnej powołano Centrum Państwowo-Narodowe, a Dolanowski został wybrany przewodniczącym. Zagrożony aresztowaniem wyjechał we wrześniu 1945 do Wielkiej Brytanii, następnie przebywał w Niemczech i USA.

### Emigracja
Od 1947 mieszkał na stałe w Wielkiej Brytanii, gdzie zaczął używać nazwiska Jerzy Hryniewski. Był jednym założycieli Ligi Niepodległości Polski, w latach 1948–1954 wiceprezesem Głównego Komitetu Wykonawczego tej partii. Od 1949 do 1950 zasiadał w III Radzie Narodowej RP. Od września 1950 do grudnia 1953 był ministrem spraw wewnętrznych w rządzie Romana Odzierzyńskiego. Należał do inicjatorów utworzenia Skarbu Narodowego, w latach 1950–1954 był wiceprezesem Głównej Komisji Skarbu Narodowego, a od 1972 do śmierci był przewodniczącym Głównej Komisji Skarbu Narodowego. W 1951 był inicjatorem powołania Instytutu Badania Zagadnień Krajowych. 18 stycznia 1954 został premierem rządu RP na uchodźstwie (pomimo braku poparcia swojej partii), w swoim gabinecie objął także tekę ministra spraw wewnętrznych i kierownika Ministerstwa Skarbu. Podał się do dymisji w maju 1954, swoje obowiązki pełnił do sierpnia tegoż roku Popierał próby zjednoczenia emigracji, ale pozostał w obozie zwolenników prezydenta Augusta Zaleskiego. W sierpniu 1954 doprowadził do rozłamu w LNP i został prezesem Głównego Komitetu Wykonawczego LNP „Kraj i Prawo”. W kolejnych latach nie pełnił funkcji państwowych, działał natomiast w Instytucie Józefa Piłsudskiego w Londynie. Po śmierci prezydenta Zaleskiego uczestniczył w pertraktacjach na zjednoczeniem emigracji jako przedstawiciel prezydenta Stanisława Ostrowskiego. W kwietniu 1972 został członkiem Rady Stanu RP i jej przewodniczącym do rozwiązania w lipcu 1972. Następnie stanął na czele Komisji Tymczasowej okresu przejściowego, która działała do czasu wyłonienia kolejnej Rady Narodowej RP. W 1972 doprowadził do zjednoczenia LNP i został wiceprezesem partii. Zasiadał w V Radzie Narodowej Rzeczypospolitej Polskiej (1973–1978), w której był przewodniczącym klubu parlamentarnego LNP.

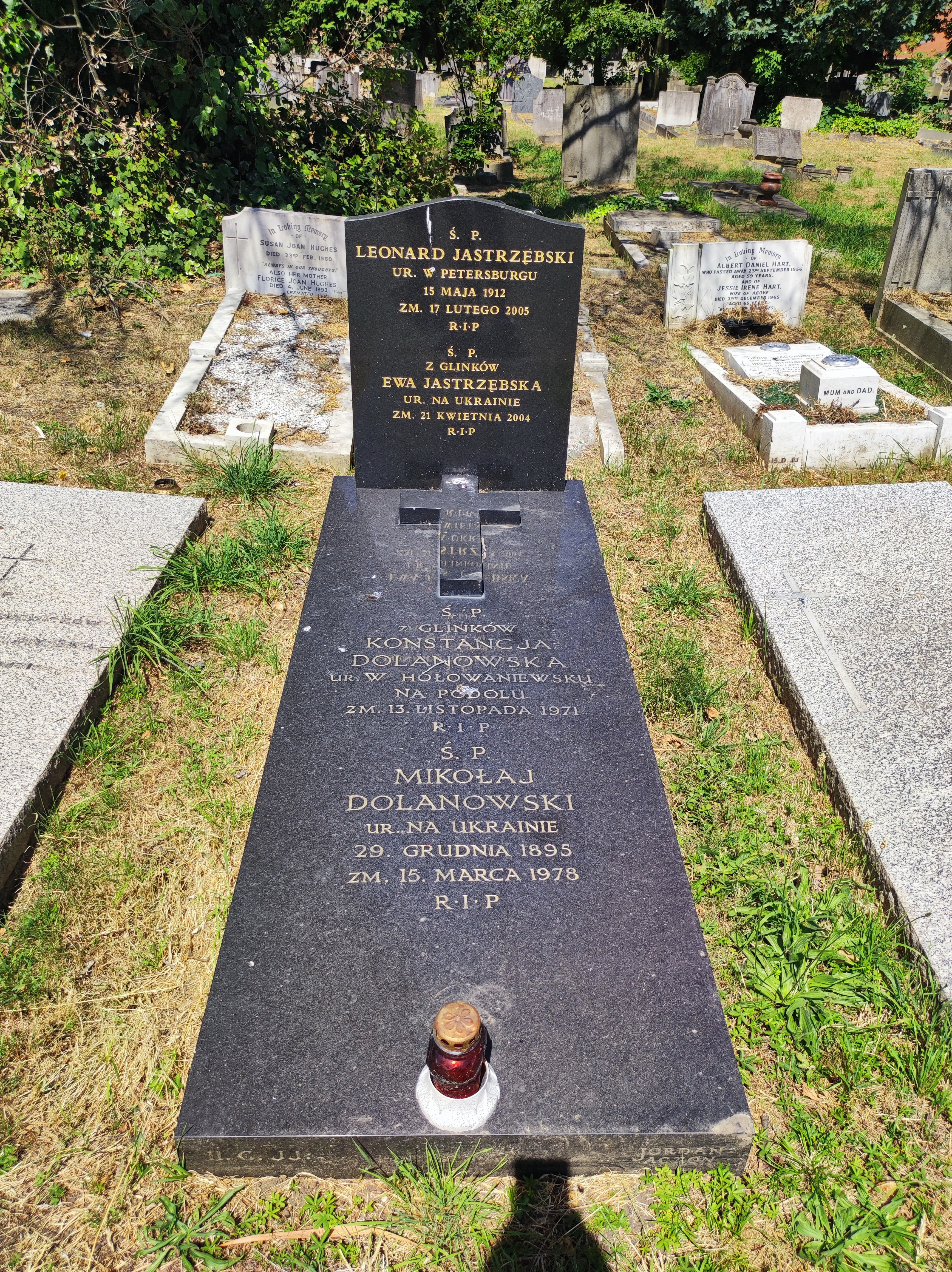
Grób Jerzego Hryniewskiego (Dolanowskiego)

Został pochowany w rodzinnym grobowcu na Cmentarzu South Ealing w Londynie (II CJJ).

## Ordery i odznaczenia
- Wielka Wstęga Orderu Odrodzenia Polski (pośmiertnie, 15 marca 1978)[7]
- Krzyż Komandorski z Gwiazdą Orderu Odrodzenia Polski (1935)[8]
- Krzyż Niepodległości (6 czerwca 1931)[9]
- Krzyż Walecznych (dwukrotnie)
- Złoty Krzyż Zasługi (14 maja 1929)[10]
- Medal Pamiątkowy za Wojnę 1918–1921[1]
- Medal Dziesięciolecia Odzyskanej Niepodległości[1]
- Brązowy Medal za Długoletnią Służbę[1]